# Scarabaeus confusus
Scarabaeus confusus is een keversoort uit de familie bladsprietkevers (Scarabaeidae). De wetenschappelijke naam van de soort werd voor het eerst geldig gepubliceerd in 1942 door Müller.